# Domingo Pérez (község, Toledo)
Domingo Pérez egy község Spanyolországban, Toledo tartományban. Domingo Pérez Otero, Santa Olalla, Erustes, Cebolla és Illán de Vacas községekkel határos. Lakosainak száma 395 fő (2024).

## Népesség
A település népessége az utóbbi években az alábbiak szerint változott:
| Lakosok száma | 473  | 488  | 547  | 542  | 492  | 474  | 417  | 372  | 306  | 395  |
|               | 2001 | 2004 | 2007 | 2009 | 2012 | 2014 | 2017 | 2019 | 2022 | 2024 |